# 受付
| ウィキペディアには「受付」という見出しの百科事典記事はありません（タイトルに「受付」を含むページの一覧/「受付」で始まるページの一覧）。 代わりにウィクショナリーのページ「受付」が役に立つかもしれません。 |